# Зоубек, Ольбрам
Ольбрам Зоубек (чеш. Olbram Zoubek, 21 апреля 1926[…], Прага[…] — 15 июня 2017[…], Прага) — чехословацкий и чешский скульптор и реставратор.

## Биография
Ольбрам Зоубек родился 21 апреля 1926 года в Праге в семье банковского служащего.
В 1932—1937 годах учился в начальной школе в Жижкове на улице Палацкого (сейчас Вольфа), в 1937—1945 годах — в реальной гимназии в Жижкове на улице Сладковского.
В детстве мечтал стать плотником, а в более старшем возрасте — актёром. Начиная с шестого класса, посещал дополнительные занятия по лепке, которые вёл профессор Мирослав Кужель.
С 5 по 11 мая 1945 года активно участвовал в Пражском восстании.
После того как Зоубеку не удалось поступить в пражскую Академию изящных искусств, он занимался каменной скульптурой под началом Отакара Велинского. Со второго раза сумел поступить в академию, где обучался в 1945—1952 годах на курсе у Йозефа Вагнера.
В 1948—1950 годах проходил армейскую службу в гарнизонах в Кошице, Рожняве, Шафариково и Фридеке-Мистеке.
В 1951 году начал заниматься реставрационными работами также под руководством Вагнера — восстанавливал барочные скульптуры во Вртбовском саду. Зоубек специализировался на сграффито эпохи Возрождения и каменной скульптуре.
В 1958—1969 годах был участником творческой группы Trasa, участвовал в её выставках в Брно, Праге и Братиславе. В 1960-е годы Зоубек много выставлялся, в том числе за границей — в Эссене и Париже.
Был членом Союза художников Чехословакии, участником творческой группы Nove skupiny, одним из создателей возрождённого после бархатной революции художественного объединения Umělecké besedy.
С начала 1980-х годов жил попеременно в Праге и Литомишле.
В 1990 году был удостоен Национальной премии Чешской Республики за бюст Яна Палаха.
В 1990-е годы стал востребованным скульптором. В 1994 году перестал заниматься реставрацией, чтобы сосредоточиться на скульптуре.
В 1996 году был награждён медалью «За заслуги» I степени.
В 2009 году стал почётным гражданином Литомишля.
С 29 ноября 2013 по 30 марта 2014 года в манеже Пражского Града состоялась самая большая выставка Зоубека, которая насчитывала около 300 экспонатов.
В 2015 году удостоен награды Министерства культуры Чехии «Рыцарь чешской культуры».
В 2016 году за выдающиеся заслуги в области изящных искусств и распространение славы города во всём мире был удостоен звания почётного гражданина Праги.
Умер 15 июня 2017 года в Праге. Кремирован, половина его праха развеяна в Праге, половина — в Литомишле.

### Творческая карьера
В 1969 году изготовил посмертную маску Яна Палаха — студента, который совершил самосожжение в знак протеста против ввода войск стран Варшавского договора в Чехословакию. Это событие стало, по признанию Зоубека, поворотным в его сознании:
Это был такой поворотный момент в моей жизни, я почувствовал, что жить как раньше уже невозможно.
Кроме того, Зоубек изготовил бронзовое надгробие на могиле Палаха на Ольшанском кладбище Праги, которое было вскоре убрано и расплавлено. Надгробие для совершившего аналогичный поступок Яна Зайица ему не дали установить.
Эти действия охладили отношение к Зоубеку со стороны власти. В 1974—1991 годах он не имел возможности участвовать в выставках. В этот период Зоубек занимался восстановлением сграффито в Литомишльском замке вместе со Станиславом Подгразским, Вацлавом Боштиком и Зденеком Палцром. В Литомышле он также создал ряд скульптур.
В 1989 году посмертная маска Палаха, сделанная Зоубеком, стала основой мемориальной доски на здании философского факультета Карлова университета в Праге. Тогда же был создан памятник жертвам коммунизма на холме Петршин — скульптурная группа из семи фигур, установленных на сужающихся бетонных ступенях: каждая новая фигура становится всё более фрагментированной, что символизирует обречённость человека.
Среди известных скульптур Зоубека — установленный в Смихове памятник чехословацкому политику Миладе Гораковой, казнённой в 1950 году. Работы Зоубека изображают не только известных людей, но и обобщённые или аллегорические образы. Таков мемориал жертвам Холокоста, расположенный на месте синагоги в Кромержиже, скульптурные группы «Преподаватели и студенты» на территории Технического университета в Остраве, «День» в Южном граде Праги, группа в монастырском саду в Литомишле.
Работы Зоубека находятся в чешских и зарубежных галереях и частных собраниях.

## Особенности творчества
Значительную часть творческого наследия Зоубека составляют человеческие статуи, которые располагаются под открытым небом.
Мне нравится создавать живые скульптуры, которые принадлежат дождю, морозу и ветру.
Его произведения отличаются стройностью и вытянутостью, тонкой вертикалью выразительными жестами и осанкой, зачастую они держатся на постаментах только кончиками пальцев. Он частно проецировал на создаваемые женские образы внешность своих жён, а на мужские — себя. Чаще всего скульптор применял для работы асбоцемент, бронзу, олово и свинец, а для декорирования пользовался полихромией и позолотой, чаще всего используя красный и синий цвета.
На творчество Зоубека повлияла эстетика Древней Греции, после того как в конце 1950-х годов он вместе с женой побывал в путешествии по Средиземному морю.
Меня вдохновляют мифы. Особенно мне нравятся средиземноморские — греческие, ветхозаветные, критские. Я проецирую на них сегодняшних людей, таких как я и мой сын. Я облачаю настоящее в мифические одежды. В конце концов, мифы являются предшественниками всего, что мы переживаем.
Всего в течение жизни скульптор создал около 250 фигур в натуральную величину.

## Работы

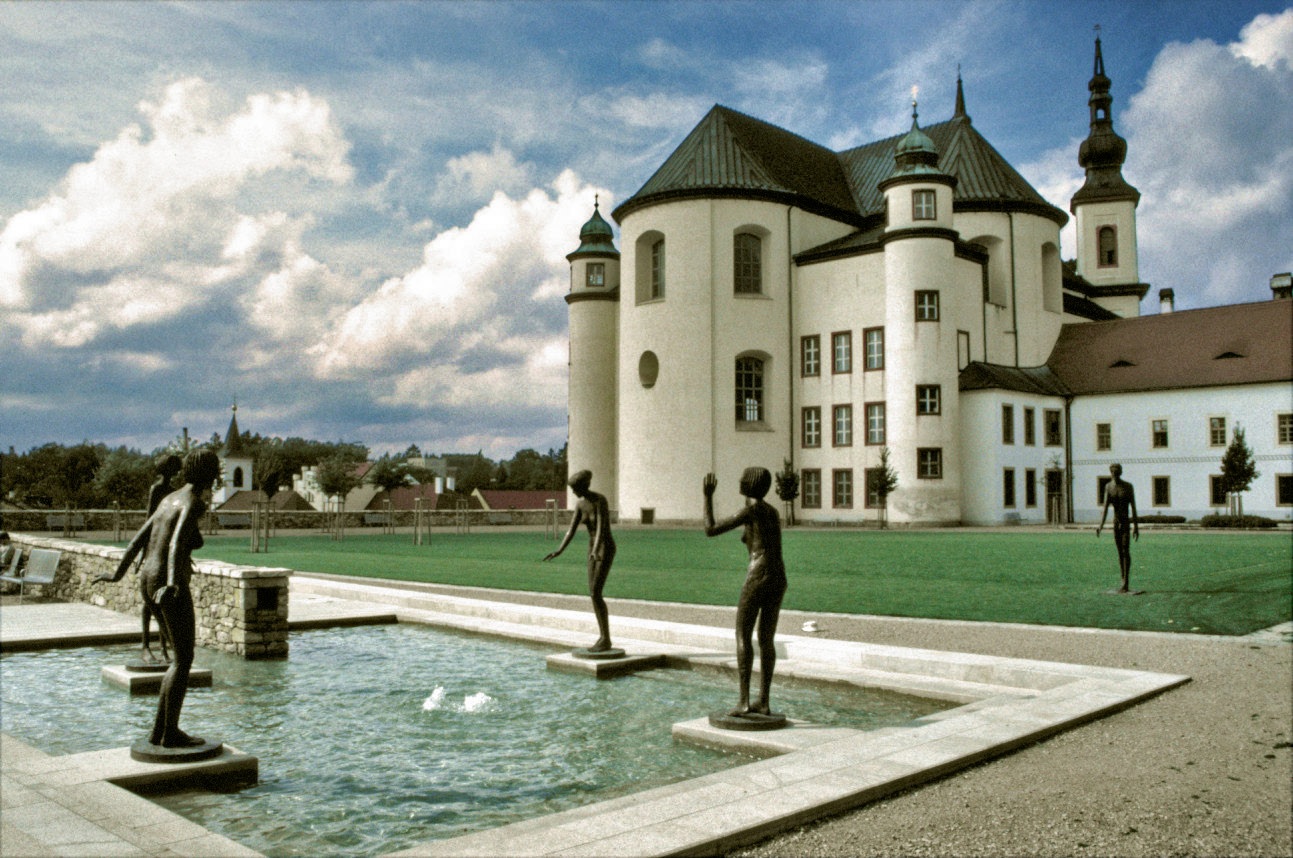
Статуи на территории монастыря в Литомишле
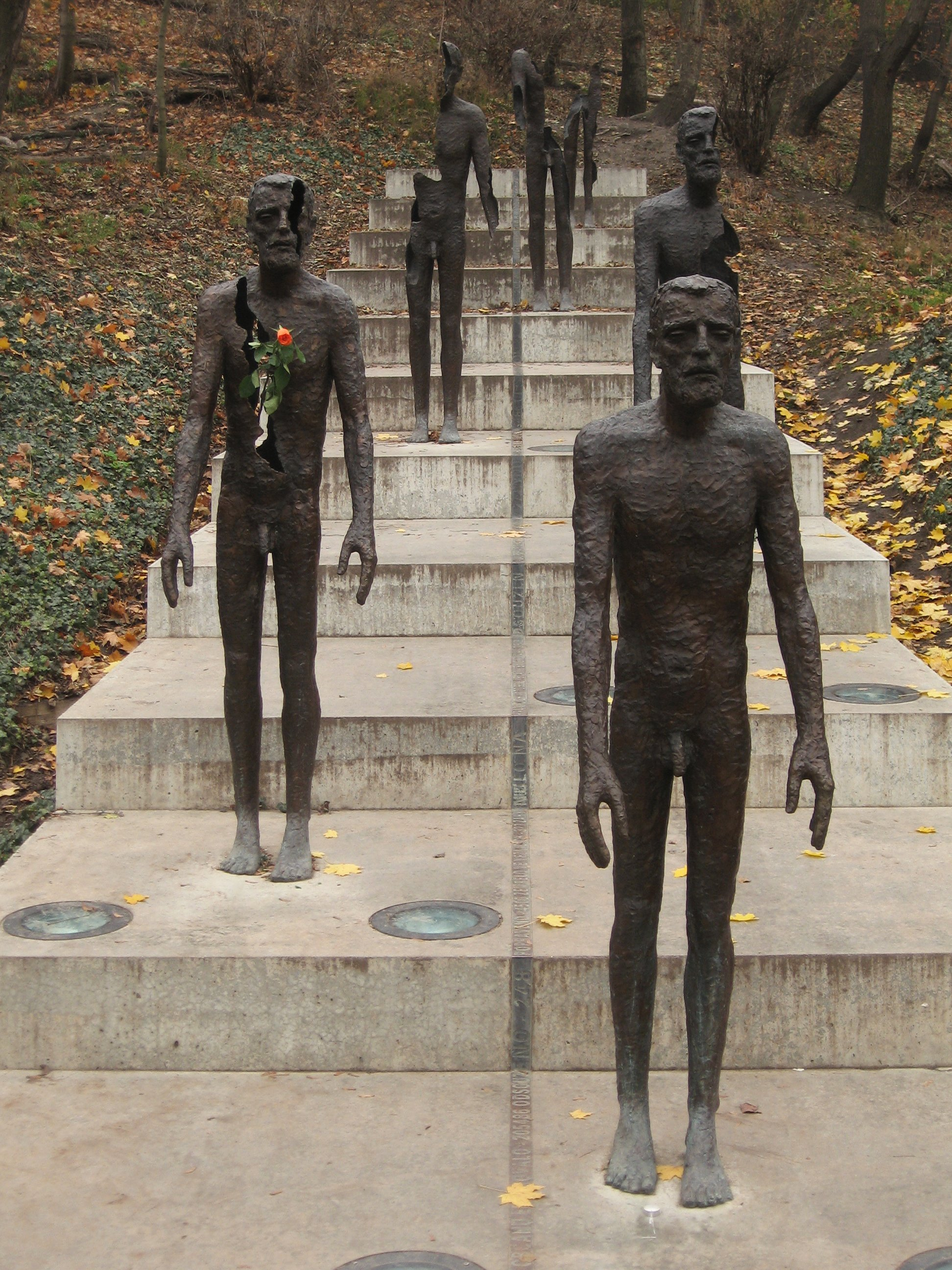
Памятник жертвам коммунизма в пражском районе Петршин
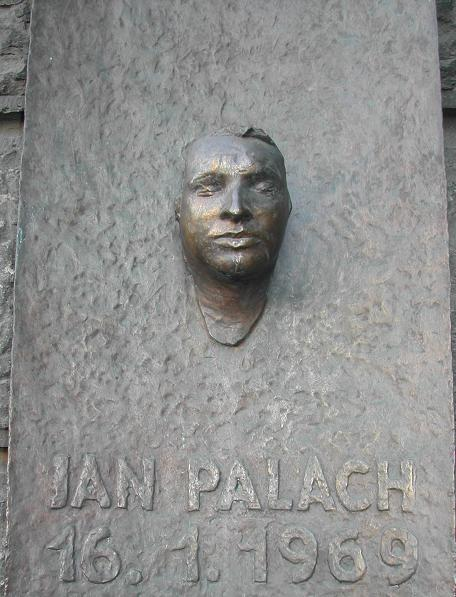
Мемориальная доска Яну Палаху в Праге
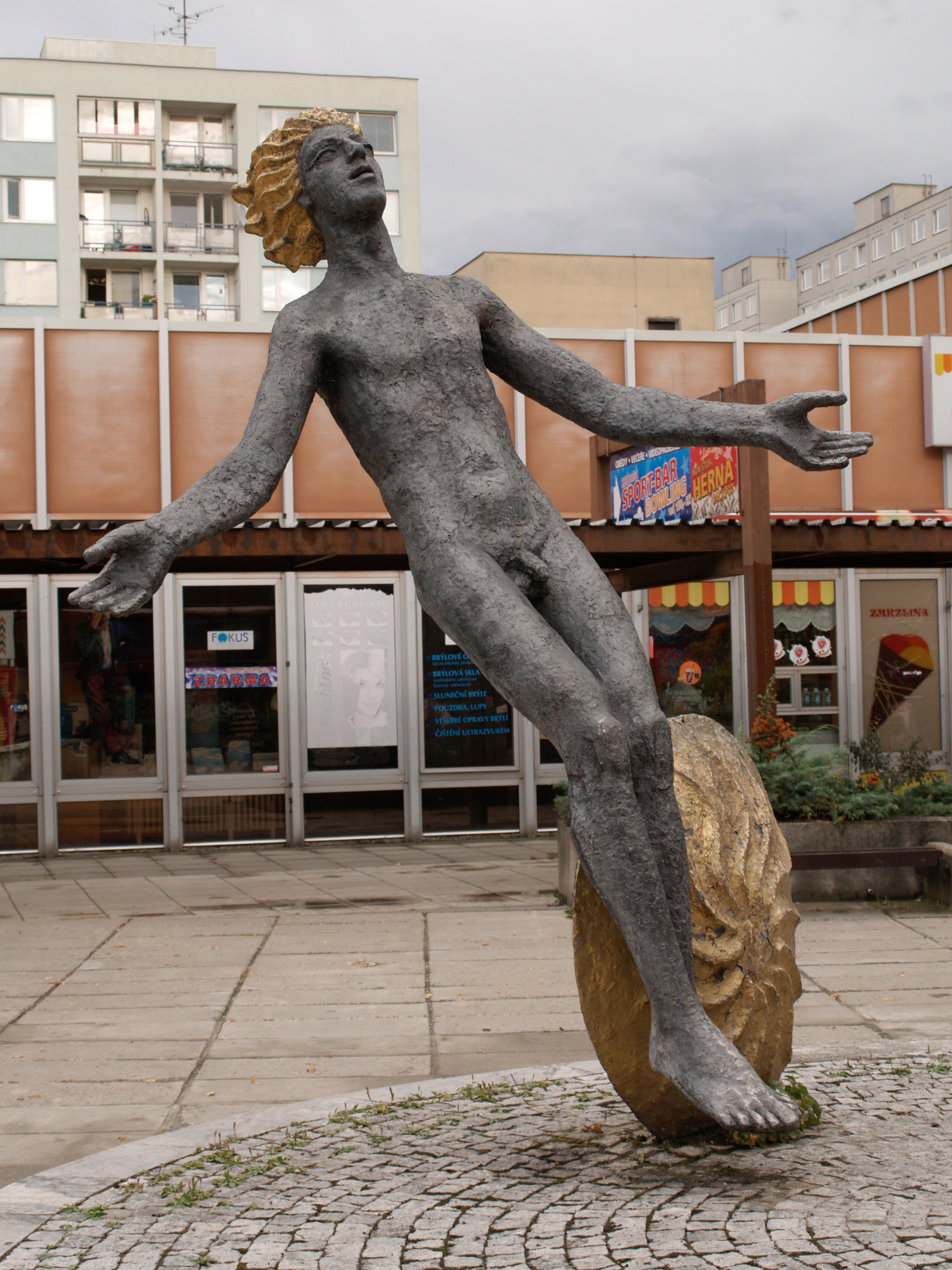
Скульптура «День» в пражском Южном граде
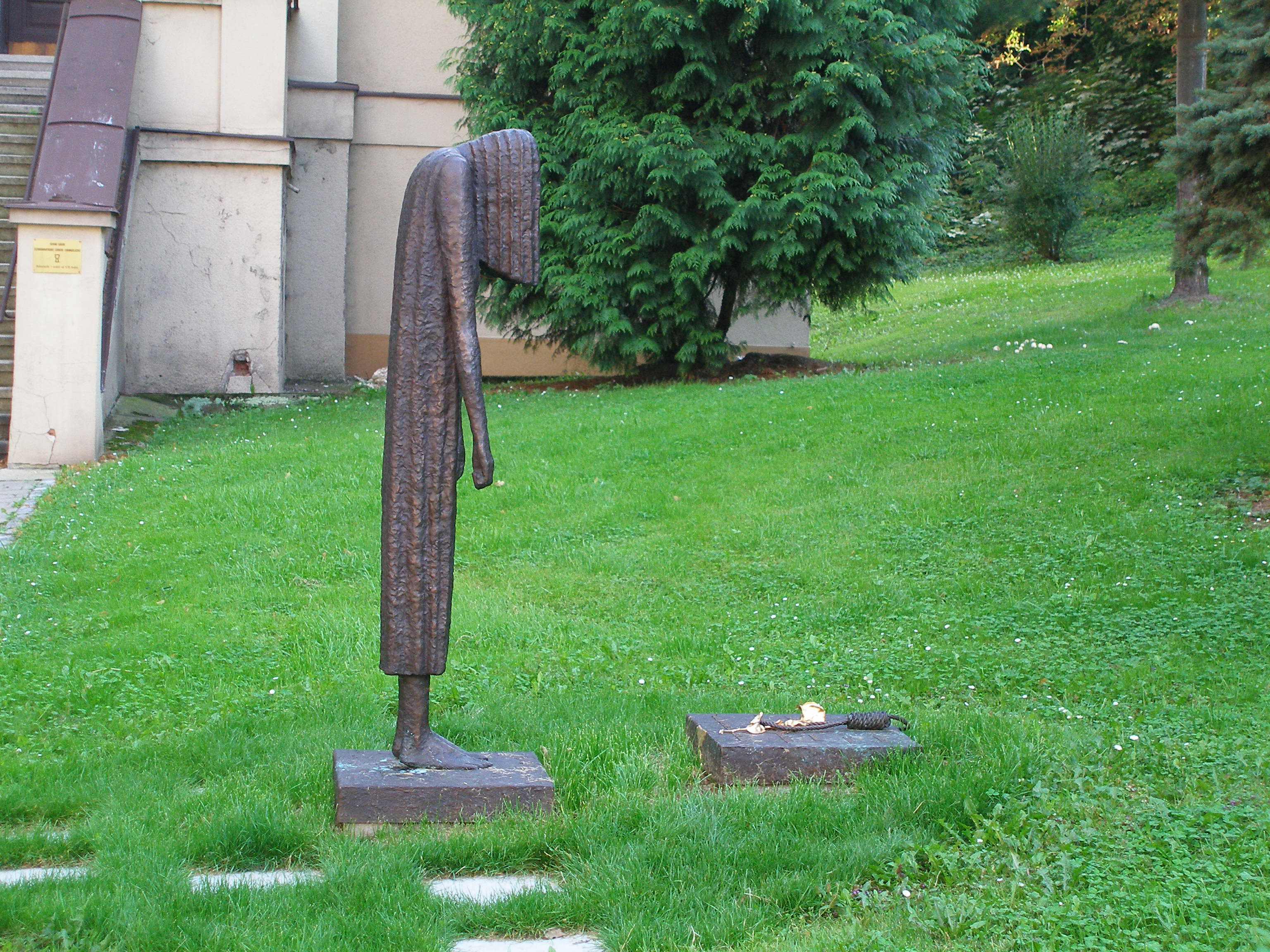
Памятник Миладе Гораковой в пражском районе Смихов
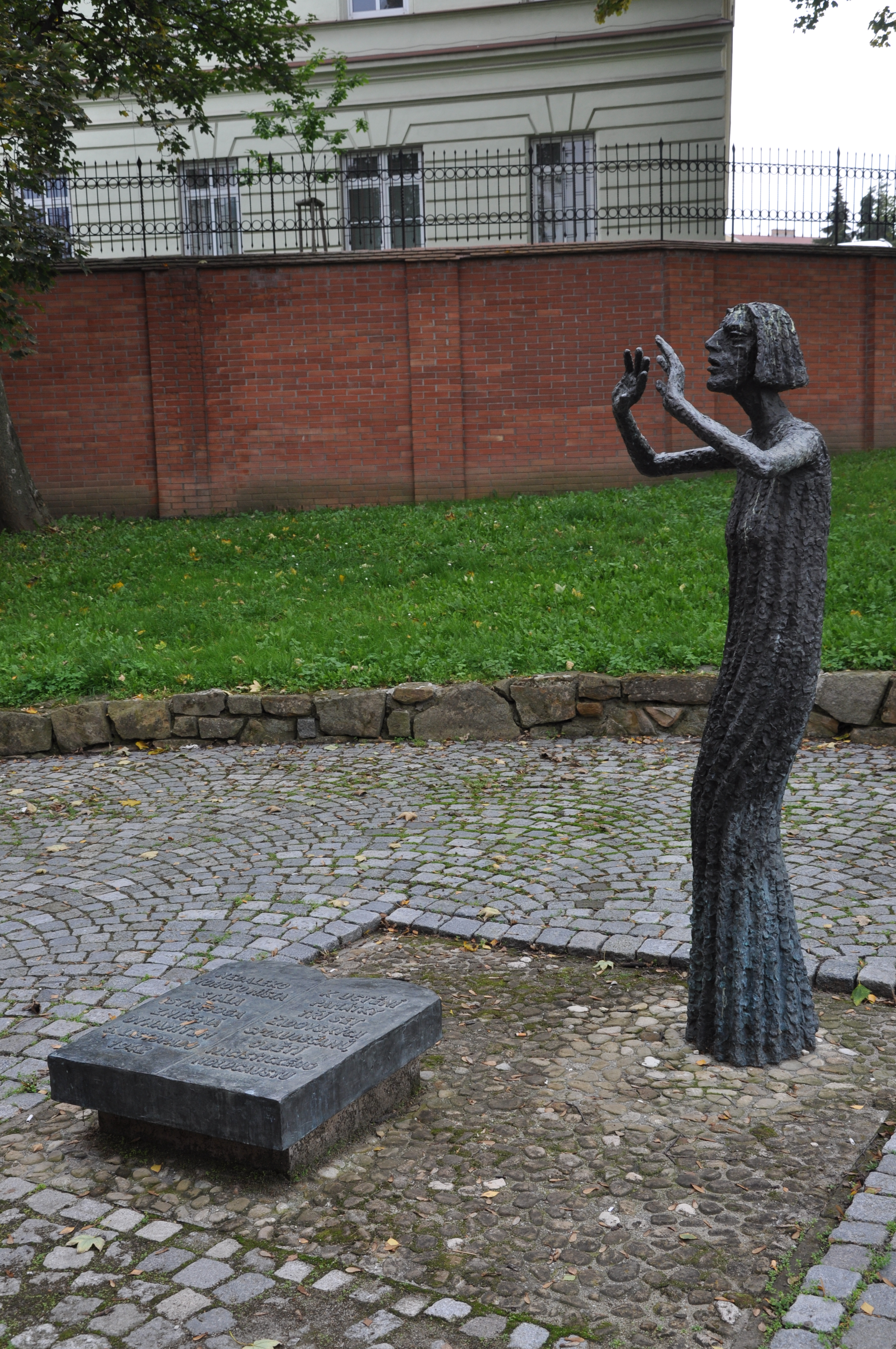
Памятник жертвам Холокоста в Кромержиже
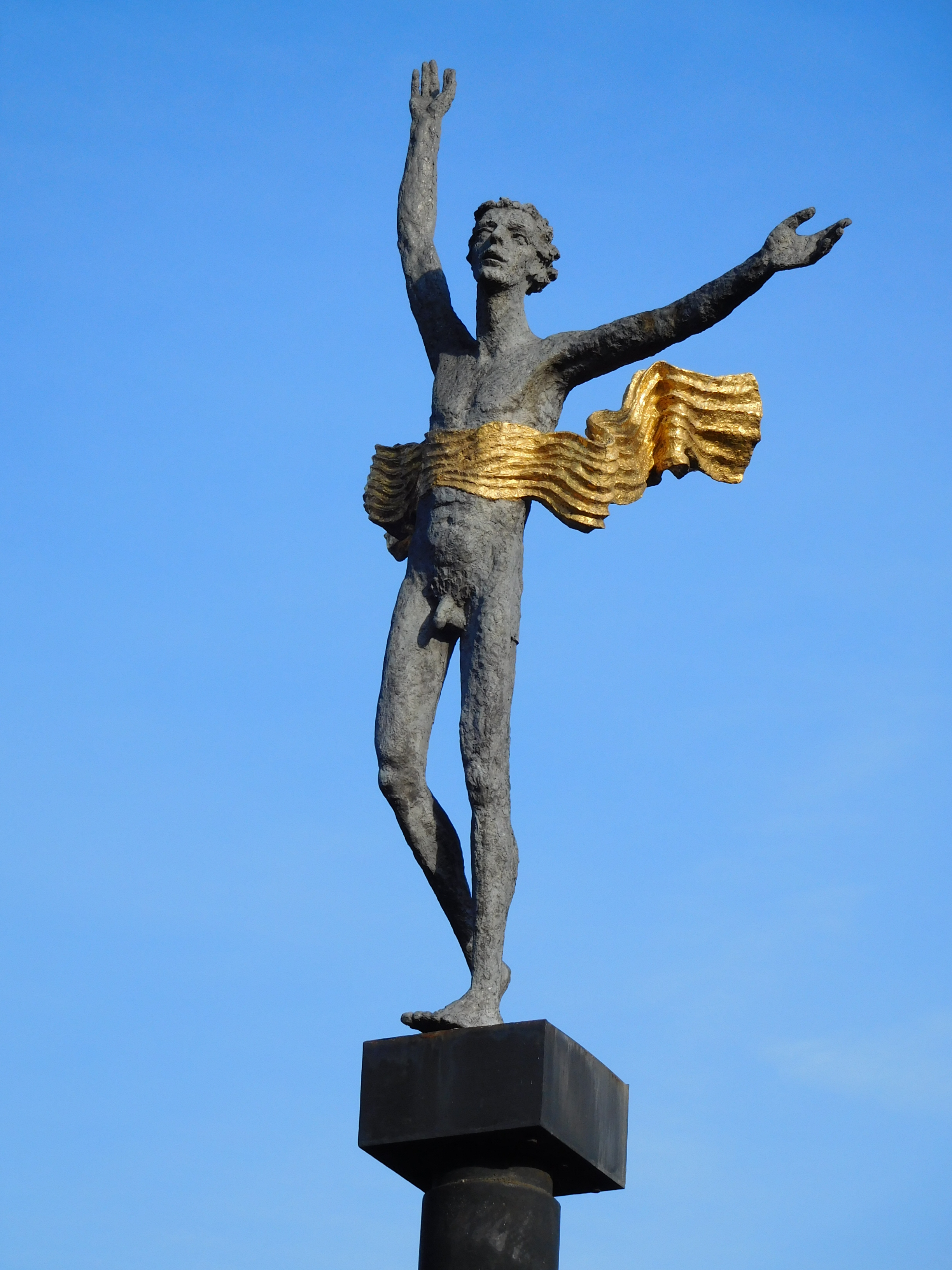
Статуя «Победитель» перед телефонной станцией в пражском районе Дейвице
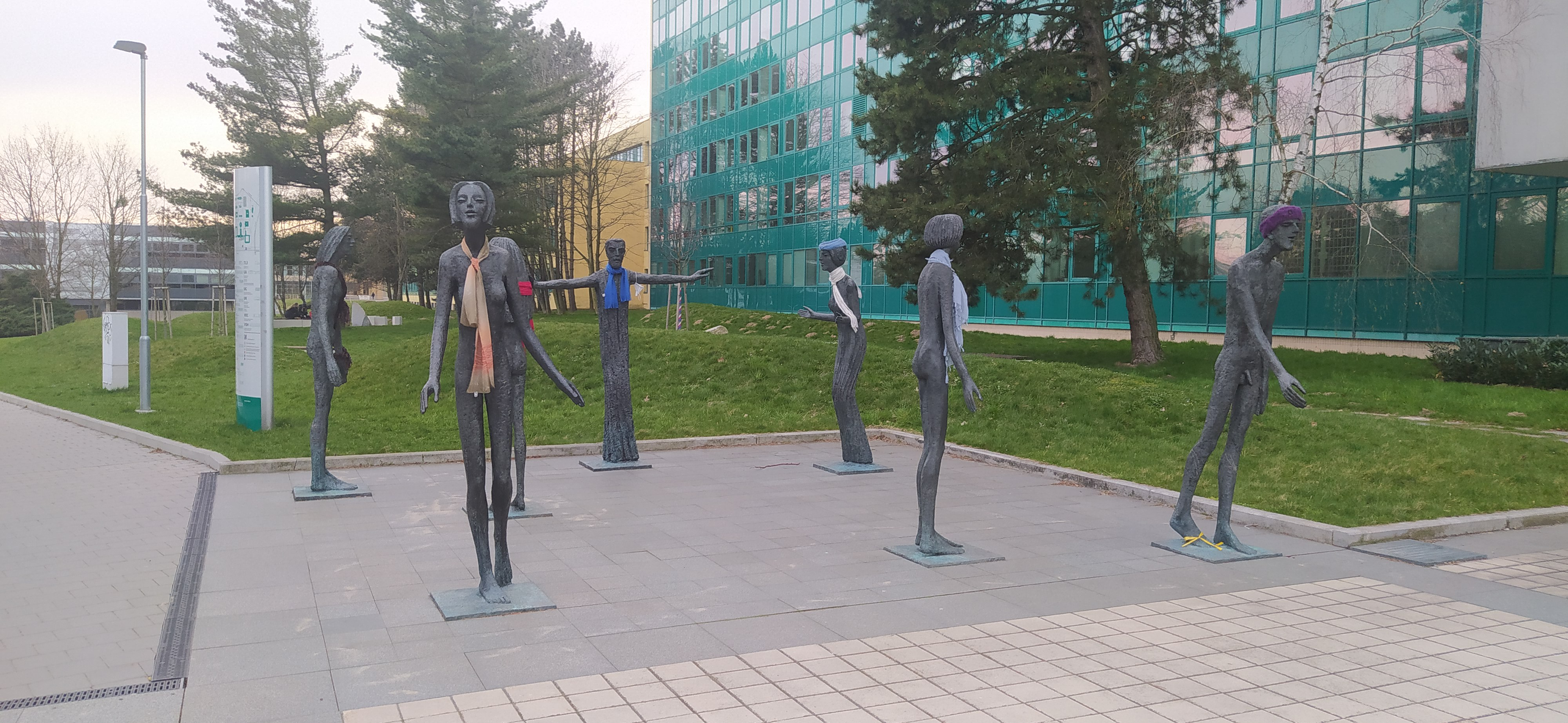
Скульптурная группа «Преподаватели и студенты» на территории Технического университета в Остраве

## Семья
Первая жена — Ева Кментова (6 января 1928 — 8 апреля 1980), скульптор. Поженились в 1951 году.
Дочь — Поляна Зоубкова (в замужестве — Брегантова) (род. 1954).
Сын — Ясан Зоубек (род. 1956), скульптор.
Вторая жена — Мария Элдманова, галеристка. Поженились в 1981 году.
Дочь — Ева Зоубкова (род. 1982).